# Керована поведінкою розробка
Керована поведінкою розробка (англ. behavior-driven development (BDD)) — процес розробки програмного забезпечення, що виник з керованої тестами розробки (TDD). BDD поєднує основні засади та техніки TDD з ідеями предметно-орієнтованого проектування та об'єктно-орієнтованого дизайну з метою надати командам розробників та менеджменту спільні інструменти для співпраці під час розробки програмного забезпечення.

## Виникнення
Керована поведінкою розробка, це розширення керованої тестами розробки, яка використовує прості предметно-орієнтовані мови програмування. Ці мови перетворюють запити природною мовою у виконувані тести. Результатом є більш тісний зв'язок з критеріями прийнятності для конкретної функції та тестами, які використовуються для перевірки цієї функціональності. Це є природним продовженням тестування TDD в цілому.
BDD фокусується на наступному:
- Коли розпочати процес
- Що тестувати та що не тестувати
- Скільки тестувати за один раз
- Як зрозуміти, чому тести пройшли неуспішно

Виходячи з цих питань, BDD вимагає, щоб імена тестів були цілими реченнями, які починаються з дієслова в умовному способі і слідували бізнес цілям. Опис приймальних тестів повинно вестися гнучкою мовою розповідей користувача, наприклад:
 Як [роль того, чиї бізнес інтереси задовольняються] я хочу, щоб [визначення функціональності так, як вона повинна працювати], для того щоб [визначення вигоди]. 
Критерії приймання повинні бути описані через сценарій, який реалізує користувач, щоб досягти результату.